# Castiglione di Garfagnana
Castiglione di Garfagnana est une commune italienne de la province de Lucques, dans la région Toscane.

## Administration
| Période                                  | Période | Identité | Étiquette | Qualité |
| ---------------------------------------- | ------- | -------- | --------- | ------- |
|                                          |         |          |           |         |
| Les données manquantes sont à compléter. |         |          |           |         |

### Hameaux
Chiozza, Campori, San Pellegrino in Alpe, Cerageto, Isola, Valbona, Piandicerreto, Mozzanella.

### Communes limitrophes
Frassinoro, Pieve Fosciana, Pievepelago, Villa Collemandina, Villa Minozzo.

## Jumelages
- Isola (France) depuis 2010.

1. ↑  (it) Popolazione residente e bilancio demografico sur le site de l'ISTAT.